# Băla
Băla (in ungherese Bala, in tedesco Bolla) è un comune della Romania di 833 abitanti, ubicato nel distretto di Mureș, nella regione storica della Transilvania.
Il comune è formato dall'unione di 2 villaggi: Băla e Ercea.